# Оборона Котлина (1704—1705)
Оборона острова Котлин в 1704 и 1705 годах — боевые действия русского Балтийского флота и армии против попыток шведского флота атаковать с моря занятый русскими войсками остров Котлин и строящуюся на нём крепость Кроншлот в 1704 и в 1705 годах во время Северной войны. Часть боевых действий при обороне Санкт-Петербурга от атак шведских армии и флота.

## Предшествующие события
В 1703 году русская армия под руководством Петра I овладела шведской крепостью Ниеншанц и нанесла поражение шведским кораблям в устье Невы, тем самым закрепив за собой устье Невы и прилегающие районы побережья Финского залива. С 1703 года здесь началось строительство будущей столицы Санкт-Петербурга, Петропавловской крепости, а с зимы 1703/1704 годов — и форта Кроншлот на острове Котлин близ устья Невы — для обороны будущей столицы с моря.
Шведское командование стремилось не допустить закрепления русских на берегах Финского залива. С этой целью в летнюю компанию 1704 года было решено атаковать строящиеся крепости одновременно с суши и с моря. На сухопутном фронте действовал дислоцированный в южной Финляндии корпус генерала Георга Майделя (от 8 000 до 9 000 человек). В Финском заливе действовала шведская эскадра вице-адмирала Якоба де Пру (Jakob de Prou, 1651—1711) в 52 корабля, большей частью малых рангов.
Русскими войсками в районе Санкт-Петербурга командовал назначенный Петром Первым обер-комендант полковник Р. В. Брюс, в распоряжении которого к лету 1704 года было 7 полков (5500 человек), до 2000 всадников иррегулярной кавалерии (запорожские, астраханские и яицкие казаки, а также татары) и довольно значительные силы артиллерии (только в Петропавловской крепости имелось 215 орудий, 11 мортир и 2 гаубицы, из которых часть орудий по мере необходимости выделялась для усиления действующих войск).
На ещё недостроенном форту Котлин к июлю 1704 года было установлено 30 орудий, на восточном берегу острова была устроена «Старая батарея», а на южном берегу — «Ивановская батарея» (или «батарея Св. Иоанна»). Ведущие к Петербургу фарватеры были перекрыты артиллерийским огнём. Всего на острове было установлено на оборудованных позициях 60 орудий. Командовал фортом и размещённым в нём полком полковник Яков фон Трейден

## Шведский набег 1704 года
В июле 1704 года корпус Майделя начал поход на Санкт-Петербург, но действовал нерешительно. В бою на реке Сестра произошёл кавалерийский бой передовых отрядов, после чего Майдель несколько дней простоял на месте, а Р. В. Брюс, напротив, устроил несколько артиллерийских батарей у Выборгской стороны, вооружив их взятыми из Петропавловской крепости орудиями. 12 июля шведы их безуспешно атаковали, после чего отступили обратно за реку Сестра.
Одновременно к Кроншлоту 9 (20) июля подошёл отряд шведских кораблей под вымпелом вице-адмирала Якоба де Пру (1 линейный корабль, 5 фрегатов, 5 бригантин, 1 брандер). 12 июля с кораблей под прикрытием артиллерийского огня началась высадка десанта. Совместным огнём береговой артиллерии и кораблей (у острова находилось 7 русских фрегатов и несколько галер), ружейным огнём пехотных полков десант был отбит с потерями для шведов (данные о потерях сторон в этом бою не известны). После последующей двухдневной бомбардировки Котлина (по русским данным, без особого урона для обороняющихся) шведские корабли ушли в море.
Корпус Майделя в августе 1704 года ещё раз пытался атаковать Санкт-Петербург со стороны реки Охты, но эта попытка оказалась ещё нерешительнее первой (весь бой свёлся к двухчасовой артиллерийской перестрелке с последующим отходом шведов) и не была поддержана действиями флота.

## Боевые действия в 1705 году
К кампании 1705 года оборона побережья была усилена, создана линия плавучих рогаток перед фортом для защиты русских кораблей, ранее построенные береговые батареи значительно укреплены, численность войск под командованием Р. В. Брюса увеличена до 13 000 человек. В Кроншлот и на корабли были дополнительно выданы 106 орудий (уже в ходе сражения по просьбе Крюйса Брюс передал в Кроншлот ещё несколько десятков орудий). На острове находились пехотные полки Федота Толбухина и И. Островского, полк Трейдена продолжал оставаться гарнизоном Кроншлота, комендантом Котлина назначен полковник Толбухин. По русским данным, в начале июля на острове находилось около 2200 пехотинцев, а всего с учётом экипажей кораблей и артиллеристов — 5150 человек при 289 орудиях.
Отряд русских кораблей в Кроншлоте также был усилен и насчитывал 8 фрегатов и 4 шнявы (240 орудий, 1330 человек экипажа), был также и отряд гребных галер (7 единиц), на котором находились полки Мякишина и Гамильтона. Осенью 1704 года командование всеми кораблями, морскими и сухопутными силами на Котлине принял вице-адмирал К. И. Крюйс по должности начальника над Балтийским флотом. Главнокомандующим всеми войсками по-прежнему являлся Р. В. Брюс, находившийся в Петербурге.
Шведы планировали теперь сильную комбинированную атаку: флот артиллерийским огнём и десантом уничтожает Кроншлот и другие укрепления на Котлине, затем одновременным ударом с суши и моря штурмуется Петропавловская крепость.
4 июня шведский флот под флагами адмирала Корнелиуса Анкерштерна и второго флагмана вице-адмирала Якоба де Пру (7 линейных кораблей, 6 фрегатов, 2 шнявы, 2 бомбардирских корабля, 2 брандера, 3 транспорта, мелкие суда) подошёл к Котлину. Флот стал на якорь, а приблизившиеся к острову 6 фрегатов были обстреляны артиллерийским огнём с береговых батарей и кораблей, после чего отошли мористее.
5 июня неприятельские суда вновь придвинулись к острову и начали обстрел Котлинской косы, где находился полк полковника Толбухина; однако вреда не причинили, так как Толбухин приказал солдатам лечь на землю. После обстрела шведы попытались высадить здесь десант на Котлине (от 50 до 80 шлюпок с солдатами, по русской оценке), но были встречены ружейными залпами и огнём полевой артиллерии, от которого были вынуждены отступить. До рукопашной схватки в этот день бой не дошёл. По русским данным, потери шведов при этом составили 40 человек убитыми (имеются в виду собранные на поле боя тела) и 31 пленными (по словам которых, всего убито якобы до 300 шведов).
6 июня шведы вели безуспешный артиллерийской бой против Ивановской батареи (на ней были 1 убитый и 6 раненых). В этот день напротив стоянки шведских кораблей было скрытно начата постройка Лесной батареи (9 орудий), завершённая к 14 июня.
10 июня была предпринята массированная бомбардировка батарей и кораблей, из нескольких десятков выпущенных бомб одна разорвалась во внутреннем дворе форта Кроншлот, а вторая на палубе одной из галер (в обоих местах погибли 13 человек и 19 получили ранения). Крюйс атаковал шведские бомбардирские суда своими галерами, и, по его донесению, атака была успешной: имелось множество попаданий в шведские корабли «так, что щепа вверх от них летела». Были попадания и в русские корабли, на них 13 человек было убито и 19 ранено.
14 июня шведы вновь подходили и обстреливали Кроншлот, им отвечали огнём береговые батареи. 15 июня уже русские внезапно подвергли мощному обстрелу шведские корабли, добившись ряда попаданий в адмиральский корабль; шведы отбуксировали его из-под огня.
21 июня к Крюйсу подошло подкрепление — два «бомбардирских шмака» и 12 орудий больших калибров, тогда он решил атаковать противника кораблями, но после короткой артиллерийской перестрелки противники удалились друг от друга. Наступило двухнедельное затишье, использованное защитниками Котлина для его укрепления. Шведская эскадра по-прежнему стояла в виду Кроншлота.
После промеров глубин, выполненных 10 и 12 июля, шведы наконец решились на решающий удар. Сразу 20 кораблей подошли на пушечный выстрел к Котлину и открыли артиллерийской огонь по русским позициям на острове. Русская артиллерия не отвечала, а пехоте вновь было приказано лечь на землю, что позволило избежать потерь. Затем началась высадка шлюпочного десанта с кораблей (до 1630 солдат), который был встречен мощным артиллерийско-ружейным огнём. Часть шведского отряда повернула обратно, но другая часть высадилась на берег. Однако на берегу шведы не выдержали первой же атаки русской пехоты и были сброшены в море, при этом в плену оказались 7 офицеров, 7 унтер-офицеров и 21 рядовой. Несколько шлюпок с шведскими солдатами были потоплены прямыми попаданиями. По донесению Крюйса Петру I, за два последующих дня было собрано по берегам и отмелям и выловлено в море 420 тел шведских солдат. Всего шведские потери в этот день составили 560 убитых и 114 раненых, в позднейшей литературе шведские потери были преувеличены до 1000 убитых. Потери русских составили 29 убитых и 50 раненых.
15 июля шведский флот ушёл в море, при отходе ещё раз подвергнувшись обстрелу с русских батарей. За всё время боёв за Котлин потери русской армии и флота убитыми и ранеными составили 914 человек.
На суше корпус генерала Майделя вновь в эти дни подходил к Санкт-Петербургу, где с 19 по 24 июня шли жестокие бои на ряде позиций, особенно в местах переправ (на переправе с Каменного острова на Аптекарский остров, у деревни Канцы, на левом берегу Невы в районе Шлиссельбурга, у Чёрной речки). Совместных действий армии и флота у шведов вновь не получилось. Встретив подготовленную оборону и сильные контратаки русских, Майдель отказался от приступа к Петропавловской крепости и увёл свой корпус в Выборг. Надо отметить, что в этих боях уже Крюйс по просьбе Брюса выслал ему на помощь отряд легких кораблей и часть артиллерии.

## Итог
Таким образом, в ходе боевых действий 1704—1705 годов русские армия и флот совместными усилиями отстояли недавно занятые берега Финского залива и строившиеся Петербург и Кроншлот. В последующие годы Северной войны столь опасных угроз для Санкт-Петербурга уже не возникало. Победа была достигнута благодаря взаимодействию армии и флота, затраченным большим усилиям при предварительной подготовке к обороне береговых батарей и наиболее опасных мест на сухопутном фронте, массированному использованию артиллерии в боях.
Напротив, действия шведов отличались нерешительностью, отсутствием единого командования и координации сил армии и флота, неполным использованием имеющихся у них сил и распылением задействованных непосредственно в боях как кораблей, так и сухопутных войск.

## Отражение в искусстве
В Центральном военно-морском музее в Санкт-Петербурге выставлена картина «Разгром шведских войск на Толбухинской косе (о. Котлин) 5 июня 1705», написанная художником-баталистом Сергеем Бабковым в 1954 году.